# Flughafen Kunming-Changshui

i7
i11
i13
Der Flughafen Kunming-Changshui (chinesisch 昆明长水国际机场, Pinyin Kūnmíng Chángshuǐ Guójì Jīchǎng, englisch Kunming Changshui International Airport, IATA-Code: KMG, ICAO-Code: ZPPP) ist der Verkehrsflughafen von Kunming, der Hauptstadt der chinesischen Yunnan-Provinz. Der Flughafen befindet sich 24,5 km nordöstlich des Stadtzentrums auf einem Hochplateau ungefähr 2100 m über dem Meeresspiegel. Mit der offiziellen Inbetriebnahme am 28. Juni 2012 wurde der alte Flughafen Kunming-Wujiaba abgelöst, der teilweise abgerissen wird. Der Flughafen ist nach Guangzhou, Chengdu, Shenzhen, Chongqing und Peking-Hauptstadt der sechstgrößte Chinas und gehört damit zu den wichtigsten Flugverbindungsknoten. Er dient China Eastern Airlines, Kunming Airlines, Lucky Air, Sichuan Airlines und Ruili Airlines als Hub für Südost- und Südasien. 
Der neue Flughafen hat zwei Pisten (im Vergleich zu Wujiaba mit einer Piste). Im Jahr 2013 wurden 30 Millionen Passagiere abgefertigt, damit gehört Kunming-Changshui auch weltweit zu den größten Verkehrsflughäfen. 2019 wurden 48.076.238 Passagiere abgefertigt, weltweit lag er auf Platz 37. Bedingt durch die COVID-19-Pandemie sank die Zahl im Jahr 2020 auf 32.990.805 Passagiere. Infolge des vergleichsweise geringen Rückgangs der Passagierzahlen lag der Flughafen Kunming-Changshui in diesem Jahr weltweit auf Platz 9.
Das Hauptterminal wurde vom Architekturbüro SOM und dem Ingenieurbüro Arup erbaut.

## Terminal
Das Hauptterminal des Flughafens Kunming-Changshui ist mit 548.300 m² das zweitgrößte Terminalgebäude in China. Das Terminal hat 66 Gates mit Fluggastbrücken.

## Bau
Die Bauarbeiten begannen 2009 unter dem Namen Zheng He International Airport. Die sehr kurze Bauzeit wurde von zwei Zwischenfällen überschattet. Bei dem ersten Zwischenfall am 3. Januar 2010 starben sieben Bauarbeiter, als eine noch nicht fertiggestellte Überführung einstürzte. Beim zweiten Zwischenfall am 28. Juni 2011 wurden elf Bauarbeiter beim Einsturz eines im Bau befindlichen Tunnels verletzt. Das Hauptterminal wurde im Juli 2011 fertiggestellt.

## Verkehrsanbindung

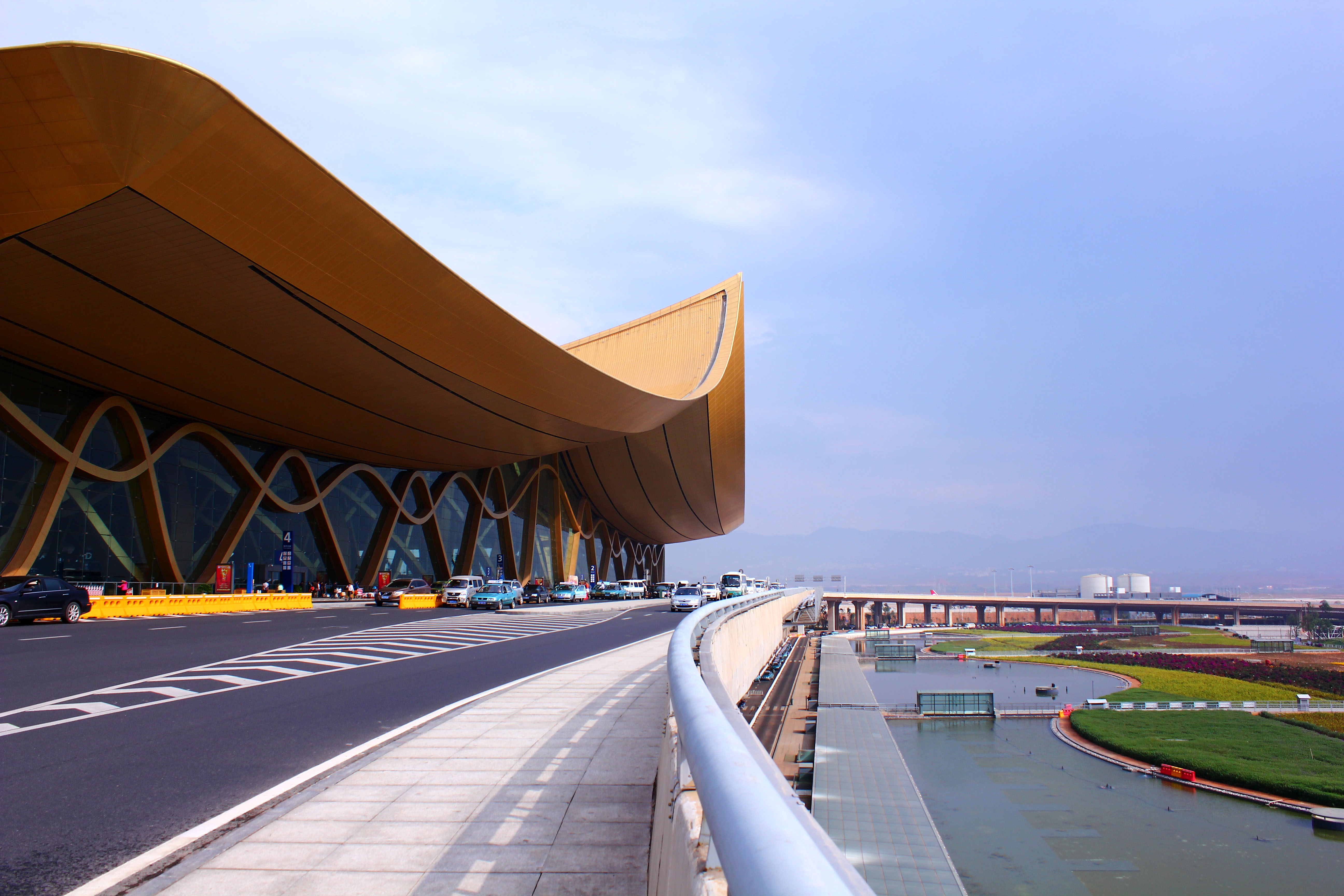
Das Terminal von außen.

Am Flughafen befindet sich die Endstation der Linie 6 der Kunming Metro, die am selben Tag wie der Flughafen eröffnet wurde. Mit dem Auto ist Kunming über eine gebührenpflichtige, 13 km lange Autobahn oder über die Landstraße S101 zu erreichen.